# Ar-Raschid-Mausoleum
Das ar-Raschid-Mausoleum (persisch آرامگاه الراشدبالله, IPA:ɑɾɑmɡɑh ɛ æɾɾɑʃɛdobɛllɑh) ist ein historisches Mausoleum in Isfahan, Iran.
Das Mausoleum stammt aus der Seldschuken-Ära und liegt am nördlichen Ufer des Flusses Zayandeh Rud neben der Brücke Pol-e Schahrestan. Dieser Bau ist die Grabstätte von ar-Raschid, dem dreißigsten Kalifen der Abbasiden. Er verließ sein Schloss und floh von Bagdad nach Isfahan, als Mahmud von Ghazni Bagdad eroberte. Nach zwei Jahren im Jahre 1138 wurde ar-Raschid mit dem Dolchstich eines Assassinen getötet. Das einzige dekorative Element des Mausoleums ist eine stuckierte Kufi-Inschrift.